# Porpax (orquídea)
Porpax es un género que tiene asignada 17 especies de orquídeas, de la tribu Podochileae de la familia (Orchidaceae).

## Taxonomía
El género fue descrito por John Lindley y publicado en Edwards's Botanical Register 31(Misc.): 62. 1845.

## Especies
- Porpax borneensis
- Porpax chandrasekharanii
- Porpax elwesii
- Porpax fibuliformis
- Porpax gigantea
- Porpax grandiflora
- Porpax jerdoniana
- Porpax lanii
- Porpax lichenora
- Porpax meirax
- Porpax nummularia
- Porpax papillosa
- Porpax parishii
- Porpax reticulata
- Porpax scaposa
- Porpax semiconnata
- Porpax ustulata